# Fritz Hug
Pour les articles homonymes, voir Hug.
Fritz Hug est un peintre suisse né le 19 mars 1921 à Dornach et mort le 29 janvier 1989 à Speicher.

## Galerie

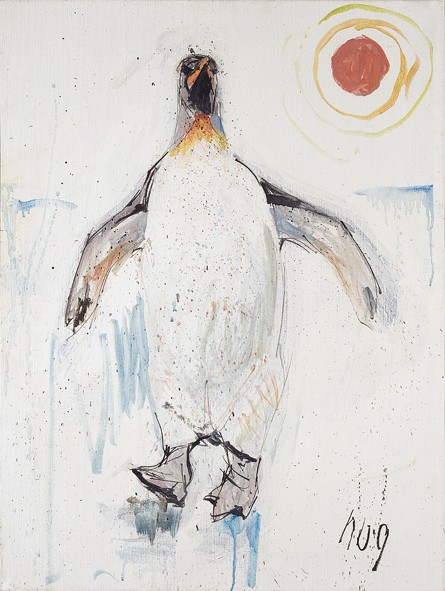
Königspinguin, 1968